# Miguel Ángel Díaz
Miguel Ángel Díaz Arévalo (Chalatenango, 1957. január 27. – ) salvadori válogatott labdarúgó, edző.

## Pályafutása

### Klubcsapatban
1976 és 1989 között a Chalatenango játékosa volt. 1989 és 1993 között a Luis Ángel Firpóban játszott, melynek tagjaként három salvadori bajnoki címet (1991, 1992, 1993) szerzett. 1993 és 1995 között a Cojutepeque együttesében szerepelt. 

### A válogatottban
1978 és 1989 között szerepelt a salvadori válogatottban. Részt vett az 1982-es világbajnokságon, ahol a Magyarország elleni csoportmérkőzésen nem kapott lehetőséget, Belgium és Argentína ellen csereként lépett pályára.

### Edzőként
2005 és 2010 között az UES csapatának volt a vezetőedzője.

## Sikerei
Luis Ángel Firpo
- Salvadori bajnok (3): 1990–91, 1991–92, 1992–93